# Casa del Buon Pastore

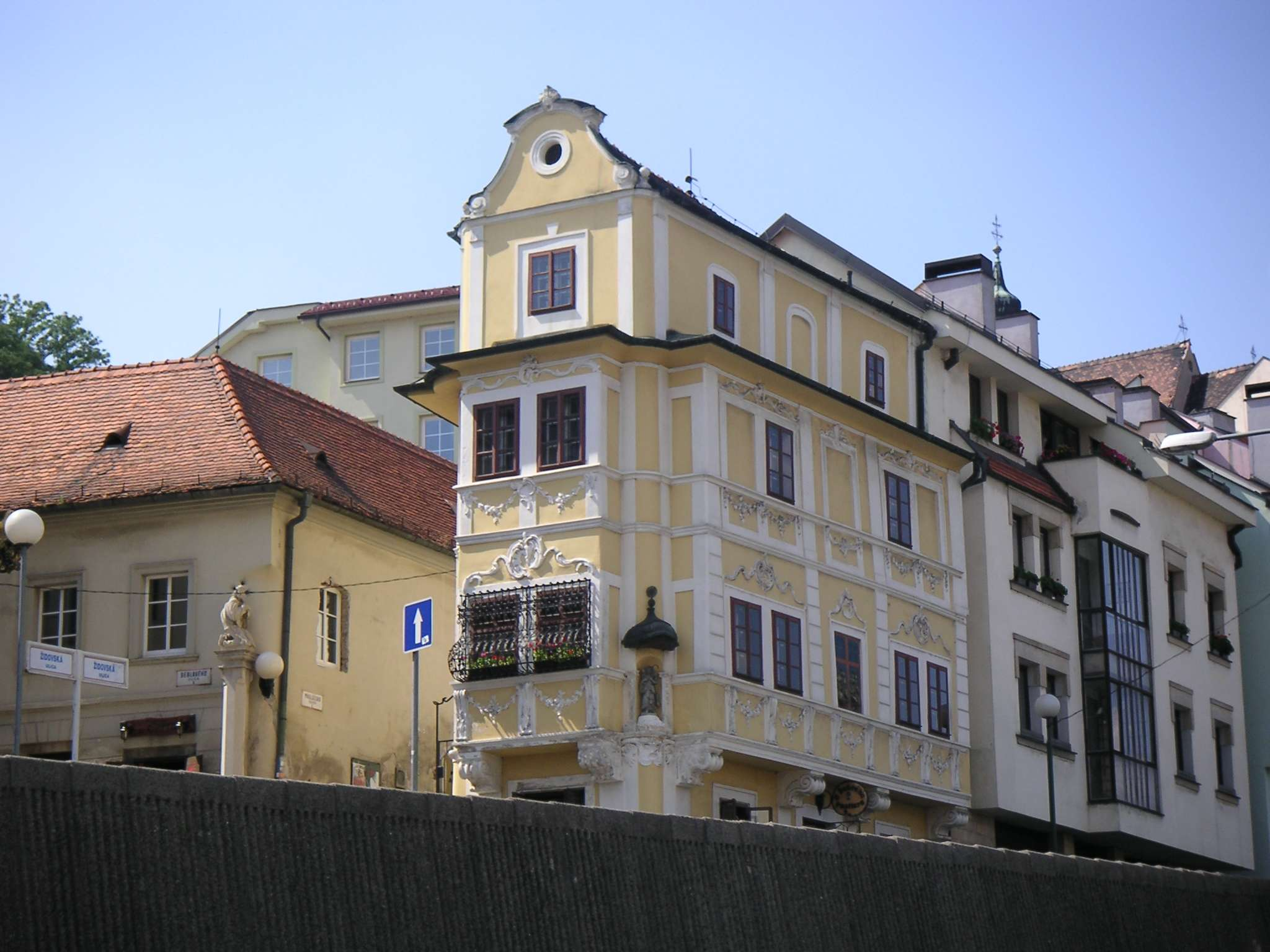
Vista laterale della Casa del Buon Pastore

La Casa del Buon Pastore (in slovacco: Dom U dobrého pastiera) è un edificio stretto in stile rococò di Bratislava, in Slovacchia, ubicato nella Città Vecchia sotto il castello. Venne costruito nel 1760–1765 dal noto maestro muratore di Bratislava, Matej Hollrigl. La residenza venne costruita per un commerciante locale e la parte inferiore dell'edificio venne utilizzata per scopi commerciali, mentre la parte superiore era adibita ad abitazione. Si tratta di uno dei pochi edifici della zona sotto al castello di Bratislava a mantenere il suo stato originale, soprattutto a causa della demolizione di gran parte del quartiere ebraico nel XX secolo.
Oggi è sede del Museo dell'orologio, che espone antichi orologi realizzati dal XVII secolo agli inizi del XX, specializzato in pezzi del XVIII secolo e XIX di costruttori di Bratislava. Il piano terra e il seminterrato sono stati trasformati in un pub. L'edificio ha preso il nome dalla statua di Cristo, Buon Pastore, che si trova ad un suo angolo. La Casa del Buon Pastore è considerata uno dei più begli edifici in stile rococò in Europa centrale.

## Storia
Fu costruita nel 1760–1765 a pianta trapezoidale e con una strettissima facciata, larga non più di una stanza ed una scala, dimensione insolita per un mercante di Presburgo, l'odierna Bratislava. Dopo una ristrutturazione nel 1975, il Museo della città di Bratislava vi ha sistemato una collezione di 60 orologi storici. L'edificio è oggi adibito a questo uso.